# Haemabasis
Haemabasis là một chi bướm đêm thuộc họ Noctuidae.